# (3793) Leonteus
(3793) Leonteus (1985 TE3) – planetoida z grupy trojańczyków okrążająca Słońce w ciągu 11,85 lat w średniej odległości 5,19 j.a. Odkryli ją Carolyn i Eugene Shoemaker 11 października 1985 roku.